# Военный институт иностранных языков МО США
Военный институт иностранных языков (англ. Defense Language Institute) — учебное и научно-исследовательское заведение министерства обороны США, состоящее из двух отдельных организаций (Центр иностранных языков и Центр английского языка), которые обеспечивают языковую и страноведческую подготовку специалистов в интересах министерства обороны, федеральных агентств, а также многочисленных клиентов по всему миру. 
Другие функции включают в себя планирование, разработку учебных программ и научных исследований в области теории и практики изучения второго языка.
Штаб-квартира расположена в городе Монтерей.
Основан в 1941 году как секретная школа по изучению японского языка.
В настоящее время изучается около 20 западных и восточных языков и диалектов, в том числе русский язык.